# Cyrtonastes lacedaemonis
Cyrtonastes lacedaemonis is een keversoort uit de familie bladkevers (Chrysomelidae). De wetenschappelijke naam van de soort werd in 1974 gepubliceerd door Berti & Daccordi.